# Drøsselbjerg Sogn
Drøsselbjerg Sogn ist eine Kirchspielsgemeinde (dän.: Sogn) auf der dänischen Insel Seeland.
Bis 1970 gehörte sie zur Harde Løve Herred im damaligen Holbæk Amt, danach zur Gørlev Kommune im Vestsjællands Amt, die wiederum im Zuge der Kommunalreform zum 1. Januar 2007 in der erweiterten Kalundborg Kommune in der Region Sjælland aufgegangen ist.

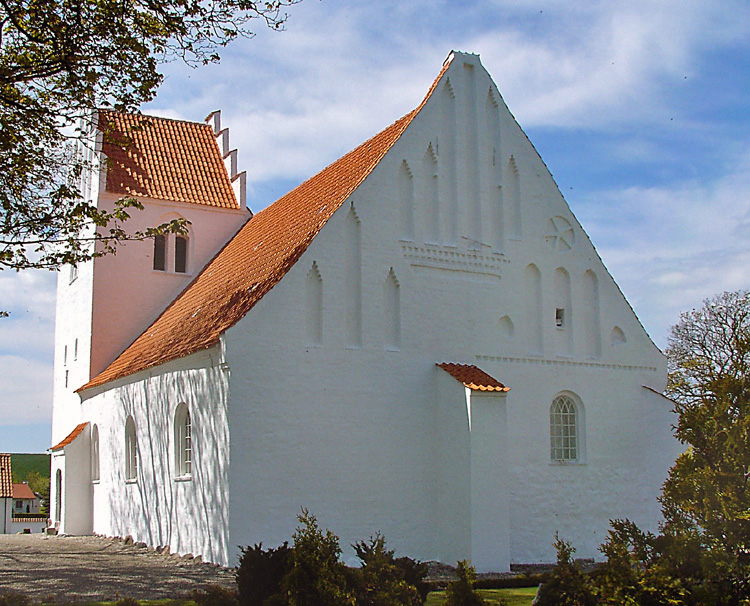
Drøsselbjerg kirke

Am 1. Januar 2023 lebten 571 Einwohner im Kirchspiel, die „Drøsselbjerg Kirke“ liegt auf dem Gebiet der Gemeinde.
Nachbargemeinden sind im Norden Kirke Helsinge Sogn und im Osten Gierslev Sogn sowie auf dem Gebiet der Slagelse Kommune im Süden Kirke Stillinge Sogn. Im Westen grenzt das Kirchspiel an die Ostsee.